# 周邦道
周邦道（1898年—1991年），字慶光，號龍霧山樵，龍霧居士、教育家。江西瑞金黃柏鄉直坑村人。

## 生平
曾就讀寧都縣立中學、江西省立第九中學（今寧都中學）。民國18年考考取國立南京高等師範學校，民國22年畢業於南京高師教育系（今为南京师范大学）。
畢業後任教河南省立第四師範學校（洛陽師範學院）。不久回到江西，先後擔任江西省立第二師範學校、省立第八中學（今撫州中學）、省立南昌鄉村師範學校校務主任、省立寧都中學校長等職。曾與劉惟甫等集資創辦綿江中學。
民國19年夏參加國民政府第一屆高等文官考試，以教育行政人員最優等第一名及格，考試院長戴季陶介紹其為「首屆高考狀元」，因而有「民國狀元」之稱。
旋任教育部編審、督學等職，期間主編第一部《中國教育年鑒》、《中國人口數目考》，主辦《中國教育視導》、《當代教育文獻》等書刊。民國34年主持國家考試院，兼江西省教育廳長和國立中正大學教授等職。
民國38年到臺灣，曾任臺灣省立農學院（今中興大學）教授，中國醫藥學院（今中國醫藥大學）副院長、代理院長，考選部政務次長，中國佛教會常務理事，中國文化大學教授及佛學研究所所長等職。

## 荣誉
- 五等景星勋章（1946年1月1日批准[1]）

## 著作
- 《教育導視》

## 註腳
1. ↑  . 國民政府公報 (國民政府文官處). 1946-01-01,. 渝字第947號: 3页  [2023-11-21]. （原始内容存档于2023-11-21）.